# کوهستان فان

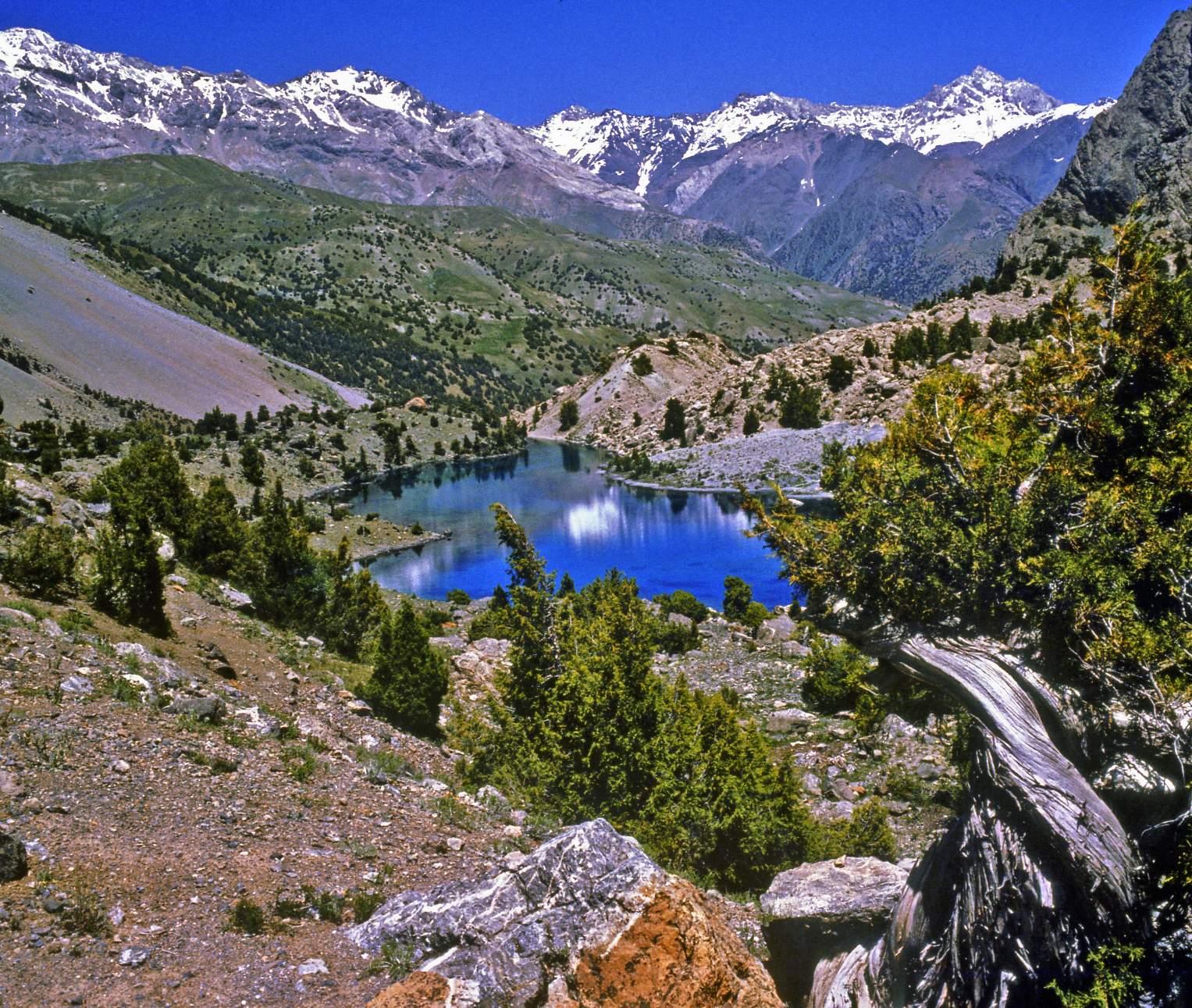
کوهستان فان.

منطقهٔ موسوم به کوهستان فان، منطقه‌ای گردشگری در شمال باختری کشور تاجیکستان است. این کوهستان در رشته‌کوه پامیر قرار گرفته و بخشی از استان سغد تاجیکستان است.
قله‌های کوهستان فان معمولاً بیشتر از پنج هزار متر ارتفاع دارند و معروف‌ترین آن‌ها قله‌های چپدره، بادخانه، ماریا، میرعلی و زندان هستند.
حوزۀ اسکندرکول یکی از آن دیدنی‌های این کوهستان است که تنوع درخت و بوته‌های پیرامون آن از مهم‌ترین انگیزه‌های سفر گردشگران به این منطقه‌است.
اسکندرکول تنها یک دریاچۀ کوهستانی فان نیست. در این حوزه حدود سی دریاچه در دوره‌های مختلف شکل گرفته‌اند. دریاچۀ اسکندرکول با ۲٫۵ کیلومتر درازا و ۱ کیلومتر پهنا و حدود ۷۲ متر ژرفا دیدنی‌ترین این دریاچه‌ها به‌شمار می‌آید.
دانشمندان بر این باورند که اسکندرکول چندین هزار سال پیش بر اثر زمین‌لغزه در ارتفاع ۲٬۲۵۵ متری پدید آمده‌است.
رودهای سریمه و سرتاغ و هزارمیخ از شمال و غرب و جنوب به دریاچه سرازیر می‌شوند و تنها از شرق دریاچه، رود موسوم به «اسکندردریا» به بیرون می‌ریزد. آبشار بزرگی هم در درازای این رود قرار دارد.
خرگوش، روباه، گرگ، خرس سیاه، بز کوهی، پلنگ و پرندگانی چون بوقلمون کوهی، کبک، لاشخور و بلدرچین از جانوران بومی این منطقه هستند.

## نگارخانه

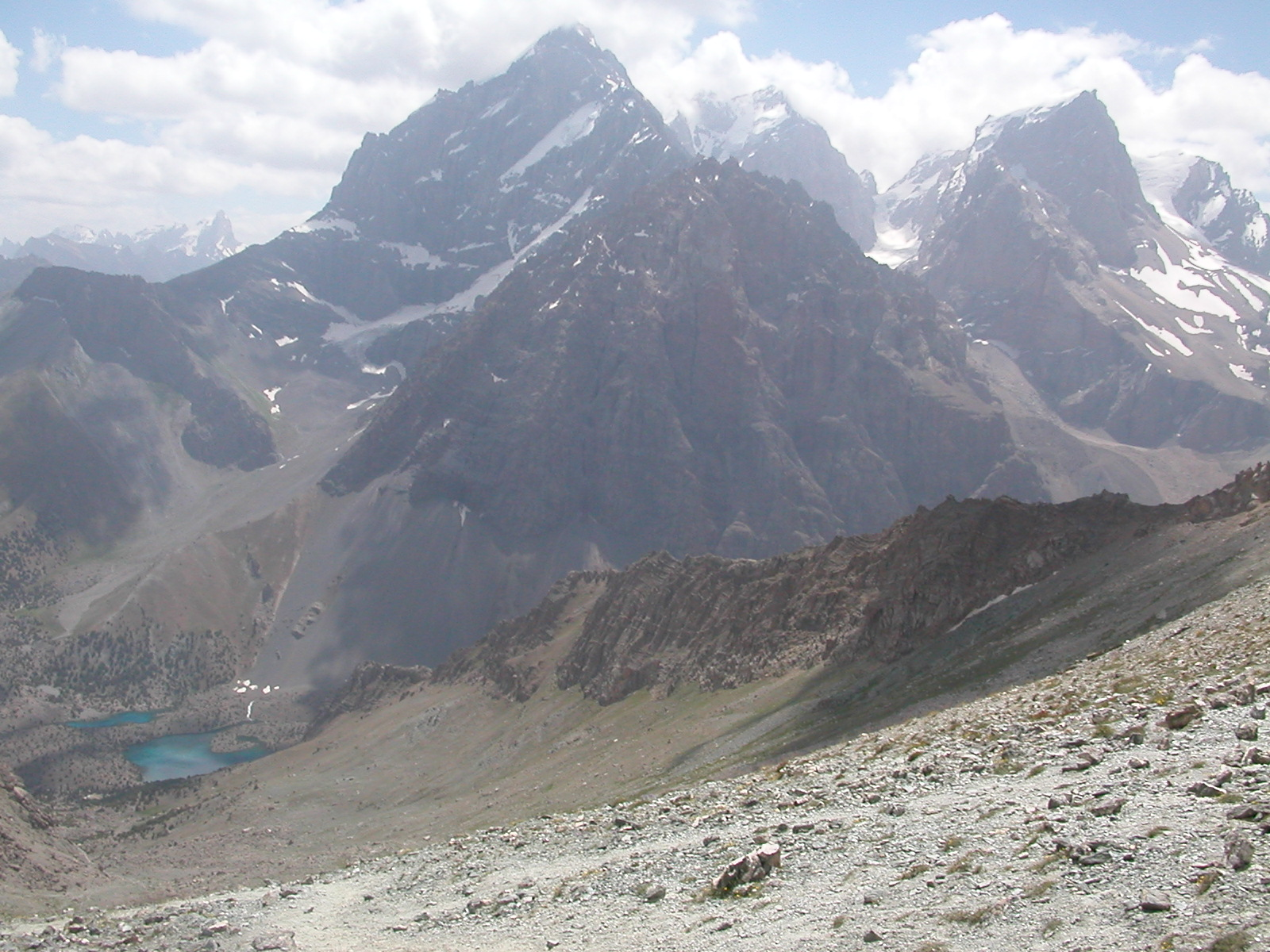
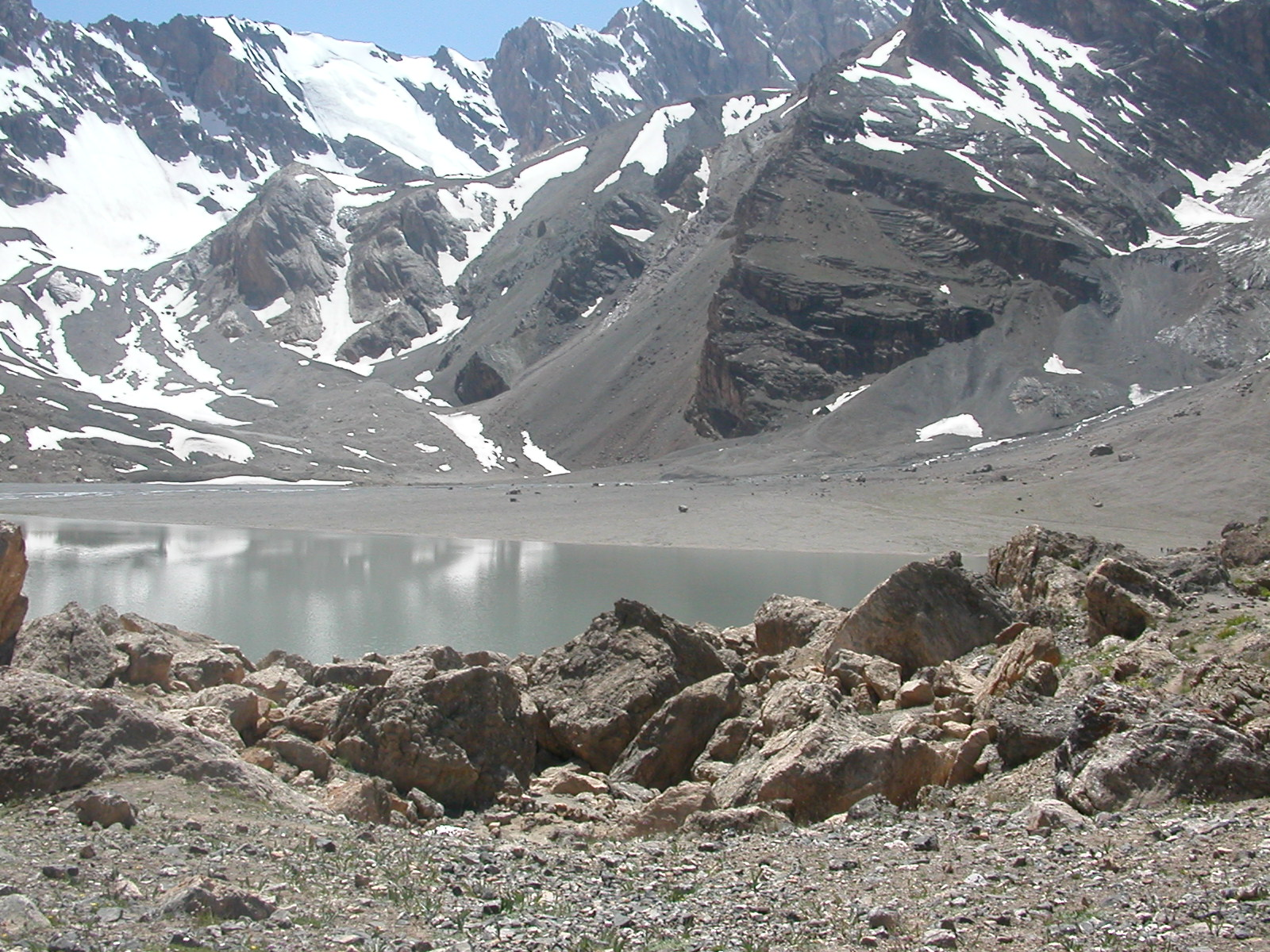
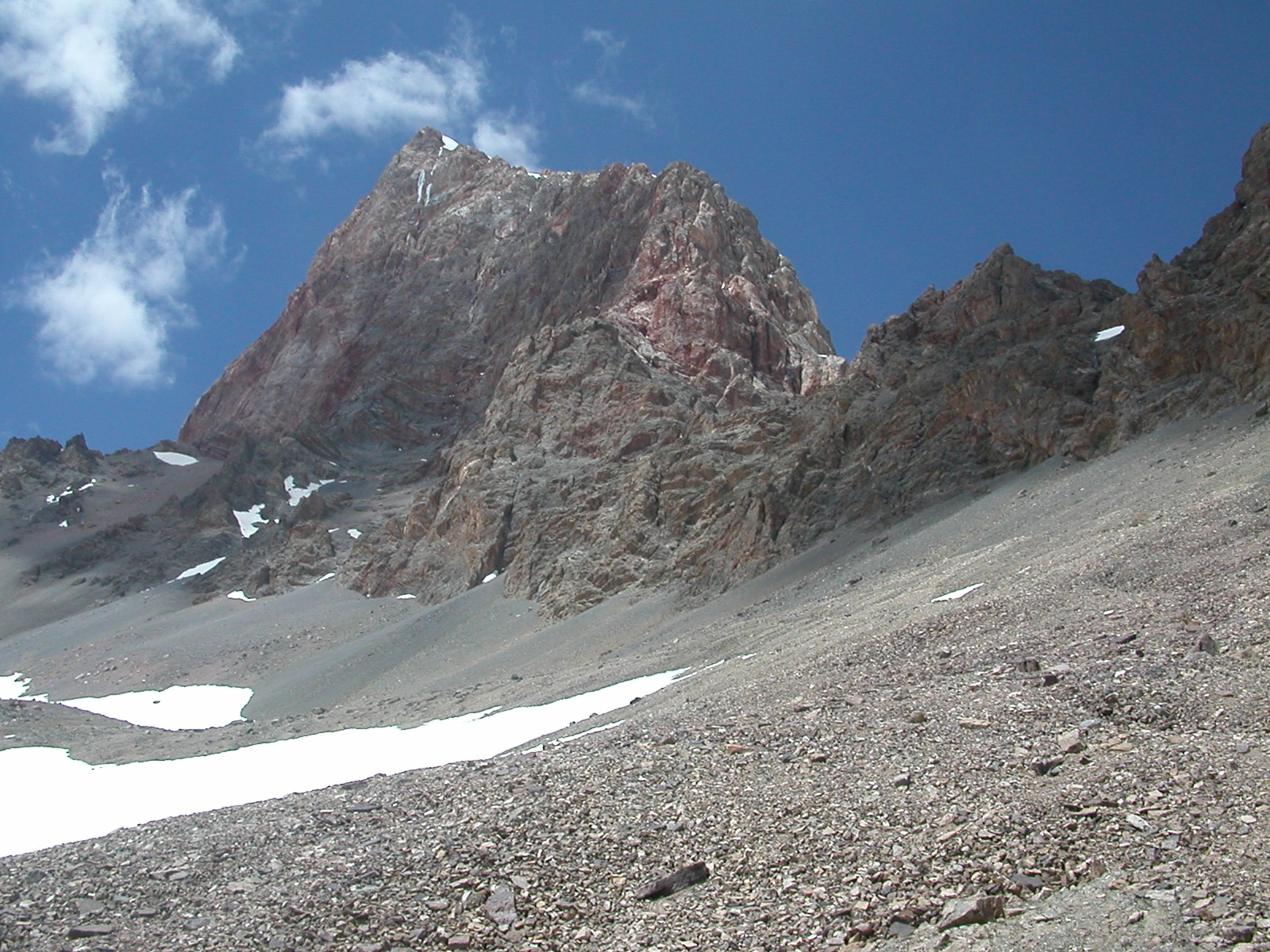